# Райнер Адріон
Райнер Адріон (нім. Rainer Adrion, нар. 10 грудня 1953, Штутгарт) — німецький футболіст, що грав на позиції захисника. По завершенні ігрової кар'єри — тренер.

## Ігрова кар'єра
Вихованець «Штутгарта», втім до першої команди не пробився, тому з 1973 року грав у нихчолігових командах «Людвігсбург» і «Цуффенхаузен».
1978 року Адріон повернувся у «Штутгарт», де спочатку знову грав за резервну команду, а з 1980 року став грати за першу команду, провівши 22 гри у Бундеслізі.
Згодом з 1982 по 1985 рік грав у складі команд «Унтергахінг» та «Мюнхен 1860», а завершив ігрову кар'єру у нижчоліговій команді «Цуффенаузен», де був граючим тренером 1985—1988 років.

## Кар'єра тренера
По завершенні ігрової кар'єри очолював нижчолігові німецькі клуби «Людвігсбург», «Унтергахінг», «Ройтлінген», та «Пфорцгайм», а 1996 року став помічником тренера Йоахіма Льова у рідному «Штутгарті», з яким він виграв Кубок Німеччини як помічник тренера в 1997 році і зміг дійти до фіналу Кубка володарів кубків через рік.
1 січня 1999 року Адріон став головним тренером першої команди «Штутгарта», якій загрожував виліт, а також встановити ігрову систему для свого наступника Ральфа Рангніка. Після поганих результатів під керівництвом Адріона, що ще більше збільшило ризик вильоту, Рангнік став головним тренером достроково ще до завершення сезону, 3 травня 1999 року. Тим не менш Райнер залишився у структурі клубу і наступні два роки працював з резервною командою.
З 13 вересня 2001 року по 2 квітня 2002 року Адріон працював у 2-й Бундеслізі з «Унтергахінгом», а з 10 березня 2003 року по 27 жовтня 2003 року в Регіоналлізі з клубом «Штутгартер Кікерс», після чого Адріон повернувся до «Штутгарта», знову обійнявши посаду тренера другої команди. Райнер вивів на дорослий рівень таких гравців як Самі Хедіра, Маріо Гомес, Сердар Таскі та Крістіан Гентнер, які потім принесли перемогу основній команді у чемпіонаті Німеччини у 2007 році. У Регіональній лізі Південь сезону 2006/07 Адріон досяг третього місця з командою, незважаючи на втрату цих гравців, а наступного року повторив цей результат і таким чином кваліфікувався з другою командою «Штутгарта» до новоствореної Третьої ліги. Там у дебютному сезоні команда стала 11, завчасно убезпечивши себе від вильоту.
1 липня 2009 року Адріон очолив молодіжну збірну Німеччини, з якою провалив відбір на молодіжний чемпіонат Європи 2011 року, пропустивши в перед команди однолітків з Чехії та Ісландії. Тим не менш фахівець залишився на посаді і збірна Німеччини кваліфікувалася на наступний молодіжний чемпіонат Європи 2013 року в Ізраїлі, але достроково вилетіла після поразок у перших двох іграх групи у фінальній стадії турніру. Адріон, якого критикували за склад команди (зокрема він на взяв на Євро Александера Ессвайна та Максиміліана Байстера, які забили 5 і 4 голи відповідно у відборі) і слабку атаку, виключив відставку. Тим не менш 21 червня 2013 року його було звільнено з посади, і Адріона змінив його попередник Горст Грубеш.
1 липня 2014 року Райнер Адріон повернувся до «Штутгарта», обійнявши посаду спортивного директора молодіжних команд U17-U23. У березні 2020 року він був призначений членом наглядової ради клубу. 18 лютого 2021 року Адріон був призначений до виконавчого комітету клубу на тимчасовій основі після того, як два попередні члени виконавчого комітету, Райнер Мутшлер і Бернд Гайзер, пішли у відставку в результаті скандалу із захистом даних. На загальних зборах 18 липня 2021 року Адріон був остаточно обраний до виконавчого комітету «Штутгарта» на чотири роки і став його віце-президентом. 